# Bąki (województwo dolnośląskie)
Bąki – wieś w Polsce położona w województwie dolnośląskim, w powiecie wrocławskim, w gminie Kobierzyce.
W latach 1975–1998 miejscowość administracyjnie należała do województwa wrocławskiego.